# Litauische Sozialistische Sowjetrepublik
Die Litauische Sozialistische Sowjetrepublik (Abkürzung LiSSR) war ab 1940 bis zur Erklärung der litauischen Unabhängigkeit 1990 eine Unionsrepublik der Union der Sozialistischen Sowjetrepubliken.

## Geschichte

### Vorgeschichte
Am 16. Dezember 1918 wurde nach dem Einmarsch der Roten Armee nach Litauen die Errichtung der Litauischen Sowjetrepublik proklamiert, aus der am 27. Februar 1919 durch die Vereinigung mit der Weißrussischen Sowjetrepublik die Litauisch-Weißrussische Sowjetrepublik entstand. Diese kurzlebige Republik umfasste aber von Litauen nur das Gebiet um Vilnius und wurde im Juli 1919 aufgelöst, nachdem polnische Truppen einen Großteil des Territoriums während des Polnisch-Sowjetischen Krieges besetzt hatten.
Nach dem Abschluss eines Friedensvertrages zwischen der Russischen Sowjetrepublik und Litauen 1920 wurde der nordwestliche Teil an Litauen zurückgegeben, jedoch kurz darauf von polnischen Truppen besetzt. In Litauen bestand für wenige Jahre eine bürgerlich-parlamentarische Demokratie (Verfassung von 1922), die schon im Dezember 1926 durch den Putsch von Antanas Smetona beseitigt wurde.

### 1940 bis 1990
Am 1. September 1939 begann die Wehrmacht den Überfall auf Polen, ab dem 17. September besetzte die Rote Armee Ostpolen. Im Gegenzug für die Rückgabe des Gebietes um Vilnius hatte Litauen gemäß einem Abkommen mit der Sowjetunion vom 10. Oktober (offizielle Lesart: „gegenseitiger Hilfevertrag“) der Stationierung von 20.000 sowjetischen Soldaten zugestimmt. Als Litauens Verbündeter Frankreich im deutschen Westfeldzug geschlagen wurde und als Schutzmacht ausfiel, besetzte die Sowjetunion unter Berufung auf dieses Abkommen am 15. Juni 1940 Litauen.
Nach einer manipulierten Wahl (offiziell mit einer Wahlbeteiligung von 99 Prozent) wurde ein Volksparlament (lit. liaudies seimas) gewählt, das dem Antrag von Antanas Sniečkus zustimmte, eine Aufnahme in die UdSSR zu erbitten. Die daraus neu entstehende Litauische SSR wurde am 21. Juli 1940 gegründet.
Im Deutsch-Sowjetischen Krieg war Litauen von Ende Juni 1941 bis Herbst 1944 von der Wehrmacht besetzt und gehörte zum Reichskommissariat Ostland.
Im Juni 1944 begann die Rote Armee, die deutschen Truppen aus dem Territorium Litauens zu vertreiben und besetzte im Juli Vilnius, woraufhin die Litauische SSR wieder hergestellt wurde. Wenig später wurde das Memelland in die Litauische SSR eingegliedert.
Bis etwa 1953 kämpften als Waldbrüder bekannte antikommunistische Partisanen gegen die sowjetische Herrschaft in einem Partisanenkampf bei dem über 30.000 Menschen starben. Als Gegenmaßnahme deportierte das Ministerium für Staatssicherheit der UdSSR verschiedene als antisowjetisch eingestufte Bevölkerungsgruppen in das Innere der UdSSR in den Gulag. Bis 1952 wurden so 131.600 Personen aus Litauen zwangsweise ausgesiedelt. Als Antwort auf die Aussiedlungen gab es andererseits einen starken Zuzug von Personen verschiedener Nationalitäten aus anderen Teilen der Sowjetunion, insbesondere in die praktisch verwaiste Hafenstadt Klaipėda und in die Hauptstadt Vilnius.
Das bis zum Ende des Zweiten Weltkriegs vor allem bäuerlich geprägte Litauen erlebte seit Ende der 40er Jahre die Schaffung vieler neuer und neuester Industrien. Ebenso wurde das Hochschulwesen stark ausgebaut. Für diese Leistungen wurde die Litauische SSR 1965 mit dem Leninorden und 1972 mit dem Orden der Völkerfreundschaft ausgezeichnet.
Im Zuge der Perestroika wurde am 24. Februar 1990 zum ersten Mal in einer freien Wahl der Oberste Sowjet (später Atkuriamasis Seimas) der LiSSR gewählt. Er verabschiedete am 11. März 1990 die Unabhängigkeitserklärung. Die sowjetische Führung versuchte, die Frage der litauischen Unabhängigkeit im Rahmen eines verfassungskonformen Gesetzes über den Austritt von Unionsrepubliken von 3. April 1990 (auch ‚Sezessionsgesetz‘ genannt) zu lösen. Die litauische Seite ging darauf nicht ein. 
Am 6. September 1991 erklärte sich die Litauische Sowjetrepublik für unabhängig von der Sowjetunion.

### Völkerrechtliche Aspekte
Die Anerkennung der Inkorporation der baltischen Territorien durch die schwedische Regierung am 30. Mai 1941 führte dazu, dass Schweden Goldreserven und anderes Vermögen der baltischen Republiken an die UdSSR übergab. Litauen betrachtet heute die Mitgliedschaft in der UdSSR als erzwungen und damit als völkerrechtswidrig und nichtig. In dieser Perspektive gehörte Litauen der UdSSR juristisch nicht an. Schließlich hat die UdSSR die Unabhängigkeit Litauens am 6. September 1991 anerkannt, was die Russische Föderation bestätigt hat.
Das Deutsche Reich erkannte 1940 die sowjetische Annexion Litauens gemäß der Aufteilung der Interessensphären im Hitler-Stalin-Pakt an. Die Bundesrepublik akzeptierte wie einige westliche Staaten de facto die sowjetische Annexion der drei baltischen Staaten, nicht aber de jure. Die Regierung der DDR vertrat die Auffassung der sowjetischen Führung, nach der die baltischen Staaten der UdSSR freiwillig und rechtmäßig beigetreten waren. Diplomatische Beziehungen zwischen Deutschland und Litauen wurden jedoch erst am 28. August 1991 wiederaufgenommen, also nach dem faktischen Zusammenbruch der Sowjetunion im Moskauer Augustputsch.
Am 29. September 1960 verabschiedete die Parlamentarische Versammlung des Europarates die Resolution 189 (1960) anlässlich des 20. Jahrestages der „Besetzung und gewaltsamen Eingliederung dreier europäischer Staaten - Estland, Lettland und Litauen - in die UdSSR“. Am 13. Januar 1983 verabschiedete das Europäische Parlament eine Entschließung zur Frage der baltischen Staaten, in der es der UdSSR eine völkerrechtswidrige Annexion der baltischen Staaten vorwarf und die internationale Nichtanerkennung der Annexion betonte.

## Vorsitzende des Ministerrates (1940/44–1990)
| Vorsitzende des Rates der Volkskommissare (17. Juni 1940–24. Juni 1941 sowie 13. Juni 1944–2. April 1946) | Vorsitzende des Rates der Volkskommissare (17. Juni 1940–24. Juni 1941 sowie 13. Juni 1944–2. April 1946) | Vorsitzende des Rates der Volkskommissare (17. Juni 1940–24. Juni 1941 sowie 13. Juni 1944–2. April 1946) | Vorsitzende des Rates der Volkskommissare (17. Juni 1940–24. Juni 1941 sowie 13. Juni 1944–2. April 1946) | Vorsitzende des Rates der Volkskommissare (17. Juni 1940–24. Juni 1941 sowie 13. Juni 1944–2. April 1946) | Vorsitzende des Rates der Volkskommissare (17. Juni 1940–24. Juni 1941 sowie 13. Juni 1944–2. April 1946) | Vorsitzende des Rates der Volkskommissare (17. Juni 1940–24. Juni 1941 sowie 13. Juni 1944–2. April 1946) |
| # | Bild | Name | Lebensdaten                                                                                               | Amtsantritt                                                                                               | Amtsaustritt                                                                                              | Partei |
| --- | --- | --- | --- | --- | --- | --- |
| 1 | | Justas Paleckis                                                                                           | 1899–1980                                                                                                 | 17. Juni 1940                                                                                             | 24. Juni 1940                                                                                             | LVLS |
| 2 | | Vincas Krėvė-Mickevičius (kommissarisch)                                                                  | 1882–1954                                                                                                 | 24. Juni 1940                                                                                             | 25. August 1940                                                                                           | Parteilos                                                                                                 |
| 3 | | Mečislovas Gedvilas                                                                                       | 1901–1981                                                                                                 | 25. August 1940                                                                                           | 2. April 1946                                                                                             | LKP |
| | | | | | | |
| Vorsitzende des Ministerrates                                                                             | | | | | | |
| # | Bild | Name | Lebensdaten                                                                                               | Amtsantritt                                                                                               | Amtsaustritt                                                                                              | Partei |
| 4 | | Mečislovas Gedvilas                                                                                       | 1901–1981                                                                                                 | 2. April 1946                                                                                             | 16. Januar 1956                                                                                           | LKP |
| 5 | | Motiejus Šumauskas                                                                                        | 1905–1982                                                                                                 | 16. Januar 1956                                                                                           | 14. April 1967                                                                                            | LKP |
| 6 | | Juozas Maniūšis                                                                                           | 1910–1987                                                                                                 | 14. April 1967                                                                                            | 16. Januar 1981                                                                                           | LKP |
| 7 | | Ringaudas Bronislovas Songaila                                                                            | 1929–2019                                                                                                 | 16. Januar 1981                                                                                           | 18. Januar 1985                                                                                           | LKP |
| 8 | | Vytautas Sakalauskas                                                                                      | 1933–2001                                                                                                 | 18. Januar 1985                                                                                           | 17. März 1990                                                                                             | LKP |